# Brás (bairro de São Paulo)
Brás é um bairro situado na Zona Central de São Paulo, no distrito homônimo e administrado pela Subprefeitura da Mooca. Se localiza próximo ao centro histórico da capital paulista. O bairro foi oficialmente fundado por Carlos Augusto Bresser, vereador paulistano. Apesar de sua posição geográfica, pertence à região administrativa do Sudeste, visto que o bairro integra a subprefeitura da Mooca. É um bairro comercial muito movimentado, que gera o interesse da população, a urbanização é a consequência da movimentação comercial e financeira do lugar. Possui duas estações de metrô, as estações Bresser-Mooca e Brás da Linha 3–Vermelha, estação integrada com a Estação Brás do Trem Metropolitano, das linhas 7–Rubi, 10–Turquesa (antiga Estrada de Ferro Santos-Jundiaí), 11–Coral e 12–Safira (antiga Estrada de Ferro Central do Brasil).
O Brás encapsula a essência de São Paulo: uma cidade de contrastes e diversidade, onde o tradicional e o moderno coexistem lado a lado. Com sua rica história, diversidade cultural e importância econômica, o bairro continua a ser uma parte vital da dinâmica urbana da cidade, refletindo as mudanças e desafios de uma metrópole em constante evolução.

## História
O bairro do Brás, situado na região central de São Paulo, é um verdadeiro caldeirão de histórias e culturas. Originalmente conhecido por suas chácaras, o Brás começou a se desenvolver como um bairro urbano no final do século XIX, especialmente com a chegada dos imigrantes italianos, que se estabeleceram ali para trabalhar nas fábricas e indústrias paulistanas. Esses primeiros habitantes construíram igrejas, negócios e residências, moldando o caráter do bairro e transformando-o em uma extensão da cultura italiana dentro de São Paulo.  O bairro foi batizado em homenagem ao português José Brás, um dos proprietários de chácaras na época de sua fundação e responsável pela construção da Igreja Senhor Bom Jesus de Matosinho.
Nos registros oficiais, o nome Brás aparece quando foi pedida a edificação de uma capela em homenagem ao Senhor Bom Jesus do Matosinho, em uma chácara de José Braz, escrito dessa forma, com “z”. Esse personagem, aliás, possui referências em atas da Câmara dos Vereadores do ano de 1769, quando várias petições foram despachadas em seu nome.  A chácara, que ficava à margem de uma estrada, era conhecida como “Caminhos do José Braz”. No dia 8 de junho de 1818, o Brás foi alçado à categoria de freguesia e a igreja construída por José Braz tornou-se a sua matriz: nascia o bairro do Brás.
Anos mais tarde, essa região seria conhecida como a Rua do Braz e, hoje, carrega o nome de Avenida Rangel Pestana. Nessa época, a cidade de São Paulo não possuía mais do que 30 ruas e, por ser uma cidade muito pacata e tranquila, foi escolhida em 11 de agosto de 1827, junto com a cidade de Olinda (Pernambuco), para sediar uma grande Academia de Direito.  Além disso, nas imediações do Brás existiam várias chácaras de famílias ricas da época, como a do engenheiro Carlos Bresser e a chácara do Ferrão, que pertencera à Marquesa de Santos.
Foi no Brás que surgiu a famosa Hospedaria dos Imigrantes (atual Museu da Imigração do Estado de São Paulo), que servia de abrigo aos estrangeiros que desembarcavam em Santos e eram encaminhados, de trem, para o abrigo de onde partiam para as lavouras de café no interior do Estado.  Entretanto, muitos imigrantes preferiram ficar na capital, o que transformou o bairro em um local onde a influência italiana se fez sentir de maneira mais aguda. Vale o destaque que, em 1903, uma nova e maior igreja do Senhor Bom Jesus de Matosinhos foi inaugurada. A antiga, construída por José Braz e reformada em 1803 por José Corrêa de Morais, acabou demolida no ano seguinte.
A partir de então, as fábricas se juntaram ao café e o bairro começou a crescer.  Os italianos montaram suas pequenas manufaturas e o progresso chegou depressa. Em 1886, o bairro tinha 6 mil habitantes e, em sete anos, esse número quintuplicou. Vale o destaque que o Brás era uma “pequena Itália” perdida em São Paulo.  O desenvolvimento, devido ao tamanho que o bairro estava tomando, era inevitável e a construção do Metrô na década de 1970 modificou a paisagem do lugar.  Mais de 900 imóveis tiveram que ser demolidos e, posteriormente, prédios foram erguidos perto do Metrô. O segmento de confecção despontou na região nos anos 70 e, nos dias de hoje, o Brás já nem se parece com o que existia no século XVIII. Uma das poucas tradições da região que ainda permanece viva é a festa de São Vito, comemorada nas ruas do bairro desde sua criação em 1919.
Durante a Revolta Paulista de 1924 o bairro foi bombardeado por aviões do Governo Federal. O exército legalista ao governo de Artur Bernardes se utilizou do chamado "bombardeio terrificante", atingindo vários pontos da cidade, em especial bairros operários como Mooca, Ipiranga, Brás, Belenzinho e Centro, que foram seriamente afetados pelos bombardeios.
Durante o governo de Getúlio Vargas em 1943, o Brás, teve o ponta pé inicial do ensino técnico do Brasil. No dia 02 de agosto, de 1943, foi inaugurada a primeira escola SENAI, conhecida como SENAI "Roberto Simonsen".
Cultura geral
O Brás também está ligado à história do futebol no Brasil. O bairro foi cenário do primeiro jogo oficial de futebol no país, organizado por Charles Miller, considerado o “pai” do futebol brasileiro. Esse evento simbólico representa a importância do Brás não apenas como um espaço de trabalho e moradia, mas também como um marco cultural para São Paulo e o país. O bairro é também um ícone na música e na literatura brasileiras. O famoso compositor Adoniran Barbosa eternizou o Brás em suas canções, como "Samba do Arnesto", que capturam o espírito vibrante e a vida cotidiana da região. Além disso, o bairro frequentemente aparece em obras literárias e artísticas que buscam retratar a diversidade e a complexidade de São Paulo.
Outro fato curioso relacionado ao bairro é a origem da expressão “terminou em pizza”, que surgiu nos anos 1960 após uma reunião na Pizzaria Castelões, onde dirigentes do Palmeiras resolveram desentendimentos de maneira amistosa. A frase virou uma gíria nacional, referindo-se à resolução de conflitos de forma pacífica.
A Colorado do Brás é uma tradicional escola de samba do bairro, conhecida por sua participação ativa no Carnaval de São Paulo. Fundada em 1975, a escola tem desempenhado um papel importante na promoção da cultura local e na celebração da diversidade do bairro. Seus desfiles são conhecidos por exibir temas que refletem a história e as tradições do Brás, atraindo espectadores de toda a cidade.
Distrito de compras populares
O grande impulso para o crescimento do Brás veio com a chegada das ferrovias no final do século XIX. A inauguração da Estrada de Ferro Central do Brasil e da São Paulo Railway transformou o bairro em um importante ponto de conexão para o transporte de mercadorias e pessoas. Isso atraiu trabalhadores e comerciantes, estimulando a urbanização e o desenvolvimento econômico da região.
Durante o início do século XX, o Brás tornou-se um dos principais pontos de chegada para imigrantes italianos que fugiam da pobreza na Europa. Esses imigrantes desempenharam um papel crucial na moldagem do caráter do bairro, trazendo suas tradições, gastronomia e cultura, que ainda são evidentes nas ruas e estabelecimentos locais. Posteriormente, outras ondas de imigração, incluindo portugueses, espanhóis, sírios, libaneses, japoneses e, mais recentemente, bolivianos, contribuíram para a rica tapeçaria cultural do Brás.
A partir da segunda metade do século XX, o Brás consolidou-se como um dos principais centros comerciais de São Paulo, especialmente conhecido por sua grande quantidade de lojas de atacado e varejo de roupas. Originalmente, o bairro era uma área predominantemente industrial, com grandes galpões e fábricas que impulsionaram o desenvolvimento econômico da região. Essas construções antigas ainda são visíveis e servem como lembranças de um passado industrial que moldou o caráter do bairro.  A região conta com uma infinidade de ruas e galerias comerciais que atraem compradores de todo o Brasil, especialmente durante as temporadas de moda.
O desenvolvimento do Brás como um centro de comércio começou no final do século XIX e início do século XX, com a chegada de imigrantes italianos que estabeleceram pequenas fábricas e lojas na região. A proximidade com a ferrovia facilitou o transporte de mercadorias, contribuindo para o crescimento do comércio local. Com o tempo, o Brás se consolidou como um importante polo de confecção e atacado, especialmente de vestuário.
As principais ruas de compras do Brás incluem a Rua Oriente, Largo da Concórdia, Rua Maria Marcolina, e Rua Silva Teles, entre outras. Essas vias são conhecidas por suas inúmeras lojas de roupas, calçados e acessórios, que oferecem produtos tanto no varejo quanto no atacado. A Feirinha da Madrugada é um dos eventos mais famosos da região, onde comerciantes e consumidores se reúnem nas primeiras horas do dia para negociar produtos a preços competitivos.
Um dos destaques do Largo da Concórdia é o Monumento ao Migrante, que foi erigido para homenagear os muitos migrantes que contribuíram para o desenvolvimento de São Paulo. Este monumento simboliza a importância dos migrantes na formação da identidade cultural e econômica da cidade, especialmente em bairros como o Brás, que historicamente acolheram diversas ondas de imigração. Hoje, o Largo da Concórdia continua a ser um espaço vital para a comunidade local. Além de ser um ponto de passagem para aqueles que utilizam o transporte público, a praça é utilizada para eventos comunitários e atividades culturais. Sua localização estratégica no coração do Brás faz dela um local ideal para o comércio e a interação social.

## Atualidade
O Brás é também um centro cultural e educacional significativo. O Museu da Imigração do Estado de São Paulo, localizado na antiga Hospedaria dos Imigrantes, é um dos principais equipamentos culturais do bairro. Ele preserva e conta a história dos milhões de imigrantes que chegaram ao Brasil e passaram por São Paulo, oferecendo exposições permanentes e temporárias, além de atividades educativas. O Centro de Memória do Brás busca preservar a história e a memória do bairro, oferecendo uma coleção de documentos, fotografias e relatos orais.
Além disso, o bairro abriga várias escolas e centros educacionais que não apenas oferecem educação formal, mas também promovem atividades culturais e artísticas, refletindo a diversidade do bairro. O bairro é classificado pelo CRECI como "Zona de Valor D", assim como outros bairros da capital: Casa Verde, Carandiru e Liberdade.
Com o crescimento urbano, o Brás continua se reinventando, mesclando suas raízes históricas com a modernização. Novos empreendimentos habitacionais surgem no bairro, atraindo moradores que buscam uma localização central e bem-servida por transporte e comércio. Além disso, o bairro é um mosaico de culturas, com forte presença de comunidades bolivianas e asiáticas que contribuem para a diversidade de comércios e serviços na região. O bairro é o líder no número de microempreendedores de São Paulo, somando mais de 8 mil pessoas. Apresenta mais de dez shoppings em funcionamento, do total de MEIs ativos na capital, 42.777 atuam no setor de comércio varejista de roupas e acessórios, totalizando cerca de 6%. Nos últimos cinco anos, 66 mil pessoas iniciaram um empreendimento neste ramo. No dia 27 de setembro de 2015, aconteceu um incêndio de grande proporção em um Shopping no Brás.

### Bairro religioso
O movimento neopentecostal no Brasil começou a ganhar força nas décadas de 1970 e 1980, caracterizado por uma abordagem mais moderna e midiática do cristianismo, com ênfase em temas como prosperidade financeira e cura divina. Este movimento se destacou por sua capacidade de atrair grandes multidões e por sua presença marcante em áreas urbanas, como o bairro do Brás em São Paulo. O bairro do Brás tem visto um aumento significativo no número de templos evangélicos, duplicando desde 2009. Apesar desse crescimento, o Brás ainda é o bairro mais católico entre os dez distritos da região central de São Paulo, com 62% dos habitantes se identificando como católicos, segundo uma pesquisa do Instituto Datafolha de 2008. Em poucos metros percorridos, é possível encontrar igrejas pentecostais, neopentecostais e tradicionais, variando de pequenas congregações a grandes sedes que reúnem milhares de fiéis.
A Avenida Celso Garcia é notável pelo crescente número de igrejas evangélicas. Em seis quarteirões, é possível encontrar oito igrejas, conforme reportagem da revista Veja. O crescimento de novos ministérios é frequentemente resultado de divisões em denominações maiores, como explica o sociólogo Gedeon Freire de Alencar: “Atualmente, existe uma absoluta fragmentação religiosa. O pastor faz parte de uma facção. Se começa a não gostar do modelo, sai e monta outro.” Uma das mais proeminentes denominações neopentecostais é a Igreja Universal do Reino de Deus (IURD), fundada por Edir Macedo em 1977. A IURD rapidamente se expandiu, estabelecendo milhares de templos em todo o Brasil e no exterior. A igreja é conhecida por sua forte presença midiática, incluindo a propriedade da TV Record, e por suas práticas de arrecadação de fundos, que muitas vezes são alvo de críticas.

O Templo de Salomão, é um dos marcos mais significativos da presença neopentecostal em São Paulo. Inaugurado em 31 de julho de 2014, o templo é uma réplica moderna do antigo Templo de Salomão descrito na Bíblia, e foi construído a um custo de aproximadamente 680 milhões de reais, financiado por doações dos fiéis. Com capacidade para 10.000 pessoas, o templo não é apenas um local de culto, mas também um símbolo de poder e influência da IURD. O projeto do arquiteto Rogério Silva de Araújo possui uma área construída de 100 mil m², sendo quatro vezes maior que o Santuário Nacional de Aparecida, transformando a área em um ponto de interesse turístico e religioso.
A Assembleia de Deus é uma das maiores denominações evangélicas do Brasil, com uma presença significativa no bairro do Brás. A unidade do bairro, também conhecida como Ministério de Madureira, é uma das principais congregações da denominação na região. Localizada na Avenida Celso Garcia, a igreja é um ponto de referência para a comunidade evangélica local, oferecendo uma variedade de serviços religiosos e sociais. Conhecida por seu envolvimento ativo na comunidade, promovendo eventos e atividades que visam o bem-estar espiritual e social dos seus membros possui um tempo de capacidade para 5.000 pessoas. Quase em frente, encontra-seno Cenáculo do Espírito Santo da Igreja Universal do Reino de Deus e o Templo de Salomão.
A Igreja Mundial do Poder de Deus, liderada por Valdemiro Santiago, possui uma presença marcante no bairro do Brás, em São Paulo. A sede da igreja está situada nesta região central, que é um ponto estratégico para a congregação devido à sua acessibilidade e visibilidade. O templo foi inaugurado em 2014 e é uma das maiores estruturas religiosas da área. Com mais de 46 mil metros quadrados de área construída, o templo tem capacidade para acomodar cerca de 20 mil pessoas. Esta grande capacidade permite que a igreja realize cultos e eventos que atraem milhares de fiéis, consolidando sua presença no cenário religioso. O prédio, que anteriormente abrigava uma fábrica de embalagens metálicas da família Matarazzo, está sob risco de interdição pela prefeitura.
A Renascer em Cristo, por sua vez, após o desabamento trágico do teto de sua sede no Cambuci, mais de dois anos atrás, inaugurou em outubro do ano passado o Renascer Hall, um galpão na Rua Doutor Almeida Lima que é a sede temporária do grupo e conta com design digno de uma casa de shows.
O bairro também é um local de grande diversidade religiosa, refletindo a rica tapeçaria cultural da cidade. Além das igrejas neopentecostais, o Brás abriga uma variedade de outras instituições religiosas que atendem a diferentes comunidades de fé.
- Igrejas Católicas: O Brás é historicamente um bairro com forte presença católica. A Igreja Senhor Bom Jesus de Matosinho, uma das mais antigas da região, é um marco importante para a comunidade católica local.[8]
- Comunidade Judaica: Embora a presença judaica no Brás não seja tão grande quanto em outros bairros de São Paulo, a comunidade judaica tem uma presença histórica na cidade, com sinagogas e centros comunitários próximos.[23]
- Mesquitas: A Mesquita do Brás, oficialmente conhecida como Mesquita Mohammad Mensageiro de Deus, é um importante centro para a comunidade muçulmana em São Paulo, servindo como um local de culto e encontro para muçulmanos de diversas origens.[22]

Além dessas, o Brás também abriga centros de outras tradições religiosas, como centros espíritas e templos de religiões afro-brasileiras, exemplificando a convivência pacífica entre diferentes comunidades de fé.

### Zona Cerealista
A Zona Cerealista de São Paulo está localizada no bairro, próxima ao Parque Dom Pedro II e ao Mercado Municipal de São Paulo. Ela se estende principalmente ao longo da Rua Santa Rosa e da Avenida Mercúrio. Esta área é conhecida por seus diversos empórios e lojas que oferecem uma ampla variedade de produtos naturais, grãos, e alimentos a granel, tornando-se um destino popular para quem busca uma alimentação saudável. A região começou a se desenvolver como um polo comercial devido à sua proximidade com o centro da cidade e as facilidades de transporte, que incluíam linhas ferroviárias e rodoviárias. Isso permitiu que comerciantes se estabelecessem ali para distribuir produtos alimentícios para toda a cidade e outras regiões do Brasil. Com o passar dos anos, a Zona Cerealista se especializou na venda de produtos a granel, como grãos, cereais, especiarias, e produtos naturais. Essa especialização atraiu tanto consumidores finais quanto pequenos comerciantes que buscavam produtos de qualidade a preços competitivos. Hoje, a Zona Cerealista é conhecida como um "paraíso das compras gastronômicas" em São Paulo, oferecendo uma vasta gama de produtos que vão desde itens básicos até produtos gourmet e importados. A área continua a ser um ponto de referência para quem busca alimentos naturais e orgânicos, com várias lojas e empórios que atendem tanto o público local quanto turistas.

### Imigrantes do século XXI
O Brás é um dos bairros mais conhecidos por abrigar uma grande diversidade de imigrantes, incluindo uma significativa população africana (Angola e Nigéria). Este bairro é um importante centro comercial e oferece diversas oportunidades de trabalho, especialmente no setor de confecções, o que atrai muitos imigrantes em busca de emprego. Atrai muitos imigrantes bolivianos que trabalham no setor têxtil, especialmente em confecções e costura. A presença boliviana é visível nas ruas, com lojas e restaurantes que oferecem produtos e culinária típicos da Bolívia.
Os haitianos, que começaram a chegar em maior número após o Sismo do Haiti de 2010, também se estabeleceram no bairro devido acesso a empregos no setor de serviços e na construção civil, além de possuírem uma infraestrutura que facilita a integração dos imigrantes, como igrejas e organizações comunitárias que prestam assistência social e jurídica.